# Andrei Gennadjewitsch Dundukow
Andrei Gennadjewitsch Dundukow (russisch Андрей Геннадьевич Дундуков; * 12. November 1966 in Juschno-Sachalinsk) ist ein ehemaliger sowjetischer Nordischer Kombinierer. Er war von 1985 bis 1992 aktiv. Bis zu ihrem Zerfall startete er für die Sowjetunion, danach schließlich für die GUS.

## Werdegang
Dundukow gab sein internationales Debüt am 23. Februar 1985 im Rahmen des Weltcups der Nordischen Kombination in Leningrad. Mit Rang sieben sprang er auf Anhieb unter die besten zehn und gewann damit erste Weltcup-Punkte.
Bei den Nordischen Junioren-Skiweltmeisterschaften 1986 in Lake Placid gewann Dundukow die Goldmedaille im Einzel vor dem Österreicher Günter Csar und dem Tschoslowaken František Řepka. Gemeinsam mit Wassili Sawin und Sergei Nikiforow gewann er im Team-Wettbewerb Silber hinter der Mannschaft aus Norwegen.
Zu Beginn der Saison 1985/87 gelang Dundukow in Oberwiesenthal erneut ein Punkterfolg mit Rang 14, obwohl dies in der Folge sein schwächster Weltcup war. Bei der Nordischen Skiweltmeisterschaft 1987 in Oberstdorf landete er im Einzel nur auf einem für ihn enttäuschenden 14. Platz. Nur mit der Mannschaft zeigte er seine Qualitäten und gewann gemeinsam mit Sergei Tscherwjakow und Allar Levandi die Bronzemedaille hinter den Teams aus Deutschland und Norwegen.
In den Weltcups nach der Weltmeisterschaft gelangen ihm in Lahti, Falun und Leningrad erneut Top-10-Plätze, bevor er die Saison mit dem 12. Platz in Oslo abschloss. In der Saison 1987/88 ging er anfangs nicht an den Start. Trotzdem gehörte er zum Kader für die Olympischen Winterspiele 1988 in Calgary. Dort erreichte er im Einzelrennen Rang 12. Mit dem Team schied er nach nur zwei Startern bereits im Springen aus.
Nach Dundukow im März in Falun nur knapp als Vierter sein erstes Weltcup-Podium verpasste, gelang ihm der Sprung auf dieses schließlich als Dritter in Rovaniemi. Auch bei seinem nächsten Weltcup im Januar 1989 in Schonach im Schwarzwald konnte er als nunmehr Zweiter erneut auf das Podium klettern. Bei der Nordischen Skiweltmeisterschaft 1989 in Lahti gewann er im Einzel überraschend die Silbermedaille. Mit der Mannschaft verpasste er als Vierter jedoch eine Verteidigung der Bronzemedaille der Weltmeisterschaft 1987 nur knapp. Die Saison beendete er schließlich nach drei weiteren Top-10-Ergebnissen auf dem achten Gesamtrang.
In die Saison 1989/90 startete Dundukow mit einem sehr guten vierten Rang in St. Moritz. In der Saison trat er jedoch nicht zu allen Weltcups an. In seinem vierten Saison-Weltcup in Oslo gelang ihm sein erster und einziger Weltcup-Sieg. Damit verteidigte er trotz der ausgelassenen Weltcups am Ende erneut Rang acht der Gesamtwertung.
In der Saison 1990/91 sowie in der Saison 1991/92 startete er jeweils nur in einem Weltcup. Trotz eines vierten Rangs in Trondheim und Rang sieben in Štrbské Pleso blieb es für ihn bei diesen zwei Starts. Grund dafür waren der Umbruch in der Mannschaft nach dem Zerfall der Sowjetunion.
Obwohl ihm mangels Weltcup-Starts nur wenige Chancen ausgerechnet wurden, gehörte Dundukow bei den Olympischen Winterspielen 1992 in Albertville für die Gemeinschaft Unabhängiger Staaten. Im Einzel wie auch mit der Mannschaft erreichte er jedoch nur Rang 11.

## Erfolge
Weltcup-Statistik:
Die Tabelle zeigt die erreichten Platzierungen im Einzelnen.
- Platz 1.–3.: Anzahl der Podiumsplatzierungen
- Top 10: Anzahl der Platzierungen unter den ersten zehn
- Punkteränge: Anzahl der Platzierungen innerhalb der Punkteränge
- Starts: Anzahl gelaufener Rennen in der jeweiligen Disziplin

| Platzierung         | Einzel a | Sprint | Massenstart | Team   | Team    | Gesamt |
| Platzierung         | Einzel a | Sprint | Massenstart | Sprint | Staffel | Gesamt |
| ------------------- | -------- | ------ | ----------- | ------ | ------- | ------ |
| 1. Platz            | 1        |        |             |        |         | 1      |
| 2. Platz            | 1        |        |             |        |         | 1      |
| 3. Platz            | 1        |        |             |        |         | 1      |
| Top 10              | 15       |        |             |        |         | 15     |
| Punkteränge         | 18       |        |             |        |         | 18     |
| Starts              | 18       |        |             |        |         | 18     |
| Stand: Karriereende |          |        |             |        |         |        |